# Titularbistum Lamzella
Lamzella ist ein Titularbistum der römisch-katholischen Kirche.
Die in Nordafrika gelegene Stadt war ein alter römischer Bischofssitz, der im 7. Jahrhundert mit der islamischen Expansion unterging. Er lag in der römischen Provinz Numidien.
| Titularbischöfe von Lamzella |                                |                                                 |                   |                  |
| Nr.                          | Name                           | Amt                                             | von               | bis              |
| 1                            | Edward John Herrmann           | Weihbischof in Washington (USA)                 | 4. März 1966      | 22. Juni 1973    |
| 2                            | Jean-Marie Untaani Compaoré    | Weihbischof in Ouagadougou (Obervolta)          | 17. Mai 1973      | 15. Juni 1979    |
| 3                            | Jean-Louis Plouffe             | Weihbischof in Sault Sainte Marie (Kanada)      | 12. Dezember 1986 | 2. Dezember 1989 |
| 4                            | Stephen Edward Blaire          | Weihbischof in Los Angeles (USA)                | 17. Februar 1990  | 18. Januar 1999  |
| 5                            | Horacio Ernesto Benites Astoul | Weihbischof in Buenos Aires (Argentinien)       | 16. März 1999     | 25. Mai 2016     |
| 6                            | Thibault Verny                 | Weihbischof in Paris (Frankreich)               | 25. Juni 2016     | 11. Mai 2023     |
| 7                            | Matthew Elshoff OFMCap         | Weihbischof in Los Angeles (Vereinigte Staaten) | 18. Juli 2023     |                  |